# 1958年格羅茲尼暴動
1958年格羅茲尼暴動，發生於當年8月23日至27日，發生在車臣-印古什蘇維埃社會主義自治共和國首都格羅茲尼。儘管最初只是一個小規模事件，但它卻在這座城市，因車臣和俄羅斯歷史上的敵對關係變成了一個重大事件，引發了一系列種族騷亂，一直持續到1965年。

## 近因和遠因
暴動原因是因印古什人殺害一名俄羅斯水手而引起的。該俄羅斯水手要求一名印古什婦女跳舞並試圖勾引她，但一名英古什男子已與她訂婚，其後介入，隨後的對抗升級為鬥毆，俄國人最終喪生。
但是，暴動的真正動機是俄羅斯人把車臣人從共和國驅逐到中亞之後的種族間衝突，其中大多數人沒有工作，因為蘇聯沒有真正解決分歧。俄國人在格羅茲尼州生活了13年，直到1957年瓦伊納赫人返回並對他們的返回感到不滿，因為他們一直生活在瓦伊納赫人土地上的房屋中，從事著被驅逐出境前瓦伊納赫人所做的工作。瓦伊納赫人（車臣人和印古什人）的回歸導致了這兩個群體之間在住房和工作方面的競爭，這被歷史敵意所覆蓋，並迅速升級。瓦伊納赫人（尤其是車臣人）不僅將俄羅斯人視為壓迫者，而且將其視為生活在被盜土地上的非法闖入者。同時，俄羅斯人認為瓦伊納赫人比他們還少，而且是土耳其利益的顛覆性代理。因此，一名俄羅斯水手的爭吵和死亡僅僅是暴動導火線。

## 事件
暴動最初是在為俄羅斯水手去世的葬禮後，由俄羅斯人組成的武裝聚會開始的。10,000名俄羅斯人在格羅茲尼的主要廣場集會。
一名俄羅斯女性聲稱自己曾經是地區黨委，而部長會議則站起來表達了俄羅斯人的要求。其中包括建立“俄羅斯力量”，大規模搜身並解除所有車臣人和印古什的武裝（發現帶有武器的人當場射殺），然後再次驅逐車臣人和印古什。
8月27日（暴亂的第五天），一些俄羅斯人向共產黨當局提出了以下建議：
考慮到車臣－古古斯人對其他民族的人表現出野蠻態度，表現為屠殺，謀殺，暴力和騷擾，格羅茲尼鎮的工人們以大多數人口建議：
- 1.自8月27日起，將南臣-印古什蘇維埃社會主義自治共和國重命名為格羅茲尼州，或者更名為多國蘇維埃社會主義共和國。
- 2.在格羅茲尼州，車臣-印古什人口不得超過總人口的10％。
- 3.為了發展格羅茲尼州的財富和發展農業，將來自其他共和國的前線，進步的不同民族的共青團青年轉移過去。
- 4,自1958年8月27日以來，廢除了車臣-英古什人與其他民族相比的所有特權。27日軍事航空學校的斯特凡諾夫少將向當地蘇維埃發出最後通諜，要求將車臣人遣送回西伯利亞，否則俄羅斯人會把他們撕成碎片。

## 武裝的俄羅斯暴民和紅色頭巾
有證據表明，暴民已預先計劃，城市的俄羅斯人（包括共產黨人）將紅色的頭帶扎在頭上，以免被瓦伊納赫人帶走。執法人員在場旁觀察時，人群打死了至少一名來自烏魯斯·馬丹的車臣老人。
他們衝進政府機關，呼籲恢復格羅茲尼州，並限制流亡車臣人返回。暴民的行動不斷升級。一群500人襲擊了郵局，並向莫斯科的中央蘇維埃政府要求通話。
在整個事件中，共和國的非俄羅斯人沒有進行任何報復，並表現出高度的克制，也許是希望俄羅斯人被制止。但是，只有在俄羅斯人/哥薩克開始掠奪政府建築物（即郵局，電話站和火車站）時，當局才進行干預。
到目前為止，當局一直對抗議者的目標表示同情（許多人甚至參加了抗議活動），這不僅是因為他們都是俄國人。但是，俄國人和哥薩克人佔領火車站是最後一根稻草。他們在8月27日午夜前後到達了示威者控制的火車站，希望在不動武的情況下重建法律和秩序。然而，已經很興奮的俄羅斯暴民開始用石頭和各種堅硬的物體向它們拋擲。
最後，抗議者離開了車站，生活恢復了正常。儘管抗議活動被譴責為“沙文主義”和“反蘇維埃”，但最後沒有人對其行動負責。